# نشان قهرمان ملی (یوگسلاوی)
نشان قهرمان مردمی یا نشان قهرمان ملی (صربی کرواتی: Orden narodnog heroja / Orden narodnog heroja؛ اسلوونیایی: red narodnega heroja، مقدونی: Orden). یک نشان افتخار نظامی مربوط به یوگسلاوی بود که به افراد، واحدهای نظامی، سازمان‌های سیاسی و سایر سازمان‌هایی که با اقدامات قهرمانانه فوق‌العاده در زمان جنگ و زمان صلح متمایز می‌شوند، اعطا می‌شد. دریافت کنندگان متعاقباً به عنوان قهرمانان مردم یوگسلاوی یا قهرمانان ملی یوگسلاوی شناخته می‌شوند. در مجموع ۱۳۲۲ نشان قهرمان مردمی به افراد با تابعیت یوگسلاوی و ۱۹ نشان به خارجی ها تعلق گرفت.